# Calciatori del Futbol Club Barcelona

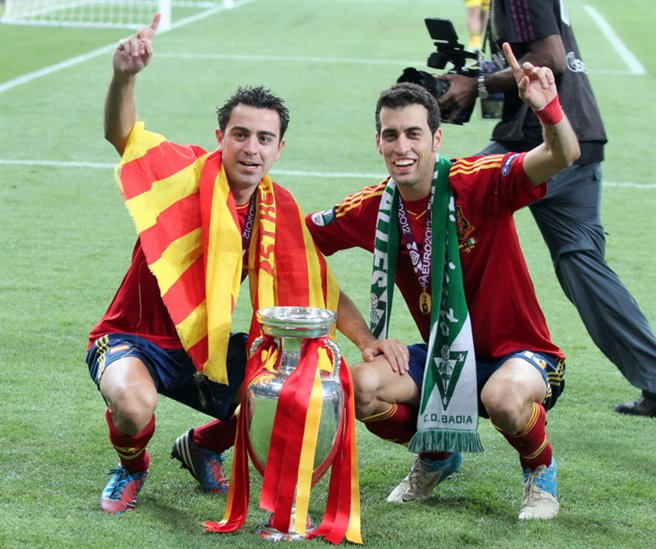
Xavi e Sergio Busquets celebrano la vittoria della Nazionale spagnola ai Polonia-Ucraina 2012

In più di 120 anni di storia oltre mille calciatori hanno vestito la maglia del Barcellona. I calciatori di nazionalità straniera hanno avuto sempre grande peso nella storia del club e hanno segnato le epoche più vittoriose del Barcellona. Fondato da un gruppo di stranieri il Barcellona inizialmente era formato principalmente da atleti inglesi, svizzeri e tedeschi. Soltanto a partire dagli anni settanta, quando il calcio spagnolo regolarizzò la partecipazione di giocatori stranieri, il Barcellona incominciò a tesserare con più frequenza degli stranieri.
Storicamente il Barcellona, insieme al Real Madrid, ha sempre contato sull'apporto dei migliori giocatori spagnoli, e ha contribuito in maniera determinante a nutrire la Nazionale spagnola. Il giocatore del Barcellona che conta più presenze in Nazionale è Xavi, che con 133 presenze è il terzo nella classifica per presenze nella Nazionale spagnola.

## Vincitori di titoli

### Campioni del mondo
Di seguito l'elenco dei giocatori che hanno vinto il campionato mondiale di calcio durante il periodo di militanza nel Barcellona:
- Romário  (Stati Uniti 1994)
- Rivaldo  (Corea del Sud-Giappone 2002)
- Xavi  (Sudafrica 2010)
- Carles Puyol  (Sudafrica 2010)
- Víctor Valdés  (Sudafrica 2010)
- Andrés Iniesta  (Sudafrica 2010)
- Pedro  (Sudafrica 2010)
- Sergio Busquets  (Sudafrica 2010)
- Gerard Piqué  (Sudafrica 2010)
- David Villa  (Sudafrica 2010)
- Samuel Umtiti  (Russia 2018)
- Ousmane Dembélé  (Russia 2018)

### Campioni d'Europa
Di seguito l'elenco dei giocatori che hanno vinto il campionato europeo di calcio durante il periodo di militanza nel Barcellona:
- Fernando Olivella  (Spagna 1964)
- Chus Pereda  (Spagna 1964)
- Josep Fusté  (Spagna 1964)
- Carles Puyol  (Austria-Svizzera 2008)
- Xavi   (Austria-Svizzera 2008; Polonia-Ucraina 2012)
- Andrés Iniesta   (Austria-Svizzera 2008; Polonia-Ucraina 2012)
- Víctor Valdés  (Polonia-Ucraina 2012)
- Pedro  (Polonia-Ucraina 2012)
- Sergio Busquets  (Polonia-Ucraina 2012)
- Gerard Piqué  (Polonia-Ucraina 2012)
- Cesc Fàbregas  (Polonia-Ucraina 2012)
- Ferrán Torres  (Germania 2024)
- Lamine Yamal  (Germania 2024)
- Pedri  (Germania 2024)
- Fermín López  (Germania 2024)

### Campioni del Sud America
Di seguito l'elenco dei giocatori che hanno vinto la Copa América durante il periodo di militanza nel Barcellona:
- Hugo Sotil  (Copa América 1975)
- Ronaldo  (Bolivia 1997)[1]
- Giovanni  (Bolivia 1997)
- Rivaldo  (Paraguay 1999)
- Claudio Bravo   (Cile 2015; Stati Uniti 2016)

### Vincitori della medaglia d'oro ai Giochi Olimpici
- Josep Guardiola  (Barcellona 1992)
- Albert Ferrer  (Barcellona 1992)
- Javier Saviola  (Atene 2004)
- Lionel Messi  (Pechino 2008)

## Statistiche individuali

### Primatisti di presenze e gol in tutte le competizioni ufficiali
Aggiornamento al 5 agosto 2021.

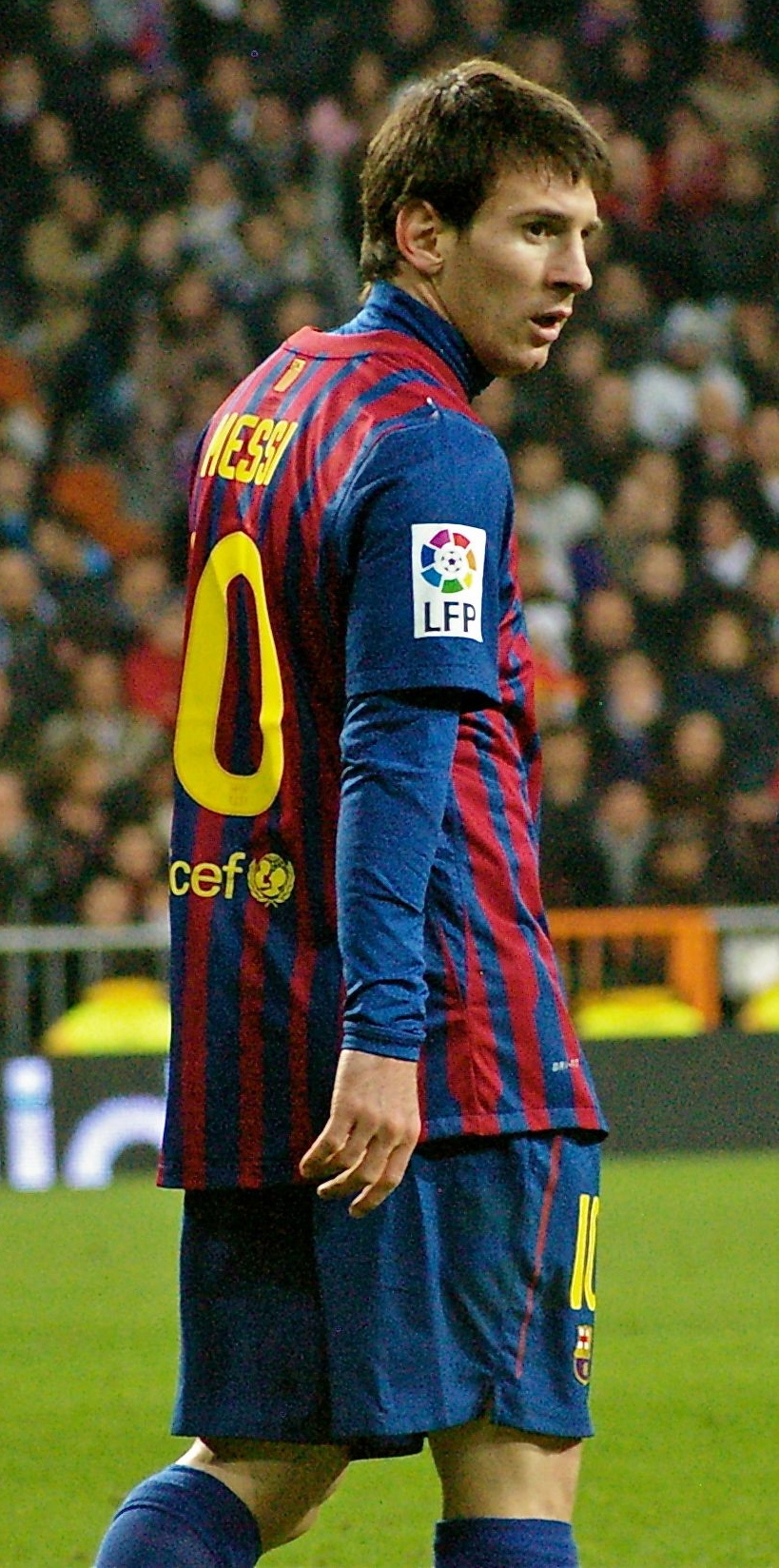
Lionel Messi, miglior marcatore del club in campionato e in tutte le competizioni ufficiali, rispettivamente con 474 e 672 reti segnate

| Presenze - 778 - Lionel Messi (2004-2021) - 767 - Xavi (1998-2015) - 690 - Sergio Busquets (2008-2023) - 674 - Andrés Iniesta (2002-2018) - 612 - Gerard Piqué (2008-2022) - 593 - Carles Puyol (1999-2014) - 549 - Migueli (1973-1988) - 536 - Víctor Valdés (2002-2014) - 449 - Carles Rexach (1967-1981) - 421 - Guillermo Amor (1988-1998) - 410 - Andoni Zubizarreta (1986-1994) - 402 - Joan Segarra (1950-1964) | Reti - 672 - Lionel Messi (2004-2021) - 232 - César Rodríguez (1942-1955) - 195 - Luis Suárez (2014-2020) - 194 - László Kubala (1950-1961) - 178 - Josep Samitier (1919-1933) - 164 - Josep Escolà (1934-1949) - 142 - Paulino Alcántara (1912-1927) - 134 - Ángel Arocha (1926-1933) - 130 - Samuel Eto'o (2004-2009) - 130 - Rivaldo (1997-2002) - 124 - Hristo Stoičkov (1990-1998) |

### Primatisti di presenze e gol in campionato
Aggiornamento al 5 agosto 2021.
| Presenze - 520 - Lionel Messi (2004-2021) - 505 - Xavi (1998-2015) - 442 - Andrés Iniesta (2002-2018) - 415 - Sergio Busquets (2008-2023) - 392 - Carles Puyol (1999-2014) - 392 - Migueli (1973-1988) - 387 - Víctor Valdés (2002-2014) - 364 - Gerard Piqué (2008-oggi) - 328 - Carles Rexach (1967-1981) - 311 - Guillermo Amor (1988-1998) - 301 - Andoni Zubizarreta (1986-1994) - 299 - Juan Asensi (1970-1981) - 299 - Joan Segarra (1950-1964) | Reti - 474 - Lionel Messi (2004-2021) - 190 - César Rodríguez (1942-1955) - 144 - Luis Suárez (2014-2020) - 131 - László Kubala (1950-1961) - 108 - Samuel Eto'o (2004-2009) - 97 - Mariano Martín (1940-1948) - 90 - Patrick Kluivert (1998-2004) - 89 - Estanislao Basora (1946-1958) - 86 - Rivaldo (1997-2002) - 86 - Josep Escolà (1934-1949) - 83 - Hristo Stoičkov (1990-1998) |

### Primatisti di gol nella Coppa del Re
Aggiornamento al 5 agosto 2021.
- 65 -  Josep Samitier (1919-1932)
- 56 -  Lionel Messi (2004-2021)
- 49 -  László Kubala (1950-1961)
- 36 -  Álvarez (1942-1945)
- 35 -  Paulino Alcántara (1912-1916 e 1918-1927)
- 34 -  Josep Escolà (1934-1937 e 1940-1948)
- 32 -  Eulogio Martínez (1956-1962)
- 29 -  Ángel Arocha (1926-1933)
- 26 -  Mariano Martín (1939-1948)
- 25 -  José Antonio Zaldúa (1961-1971)

### Primatisti per numero di stagioni
Aggiornamento alla stagione 2020-2021 compresa.
- 17 -  Xavi (1998-2015)
- 17 -  Lionel Messi (2004-2021)
- 16 -  Migueli (1973-1988)
- 16 -  Andrés Iniesta (2002-2018)
- 15 -  Salvador Sadurní (1961-1976)
- 15 -  Carles Puyol (1999-2014)
- 14 -  Carles Rexach (1967-1981)
- 14 -  Joan Segarra (1950-1964)
- 14 -  Antoni Ramallets (1947-1962)
- 14 -  Sígfrid Gràcia (1952-1966)
- 14 -  José Seguer (1943-1957)

### Calciatori stranieri con più presenze in tutte le competizioni ufficiali
Aggiornato al 5 agosto 2021.
- 778 -  Lionel Messi (2004-2021)
- 391 -  Daniel Alves (2008-2016)
- 334 -  Javier Mascherano (2010-2018)
- 292 -  Phillip Cocu (1998-2004)
- 264 -  Ronald Koeman (1989-1995)
- 257 -  Patrick Kluivert (1998-2004)
- 256 -  László Kubala (1951-1961)
- 255 -  Hristo Stoičkov (1990-1995 e 1996-1998)
- 255 -  Michael Reiziger (1997-2004)
- 249 -  Luís Figo (1995-2000)
- 242 -  Rafael Márquez (2003-2010)

### Capitani
Aggiornamento alla stagione 2020-2021 compresa.
- José Ramón Alexanko (1986-1993)
- José Mari Bakero (1993-1996)
- Gheorghe Popescu (1996-1997)
- Josep Guardiola (1997-2001)
- Sergi Barjuan (2001-2002)
- Luis Enrique (2002-2004)
- Carles Puyol (2004-2014)
- Xavi (2014-2015)
- Andrés Iniesta (2015-2018)
- Lionel Messi (2018-2021)
- Sergio Busquets (2021-2023)
- Sergi Roberto (2023-oggi)

## Trofeo Pichichi
Il Trofeo Pichichi (pron. picìci) è un trofeo messo in palio annualmente dal giornale sportivo Marca che premia il miglior marcatore stagionale della Primera División del campionato di calcio spagnolo. Il Barcellona è secondo per numero di calciatori Pichichi superata solo dal Real Madrid.
Aggiornamento al campionato 2019-2020.
| Giocatore               | Nazione              | Titoli | Stagioni                                                                    |
| ----------------------- | -------------------- | ------ | --------------------------------------------------------------------------- |
| Lionel Messi            | Argentina (bandiera) | 7      | 2009-2010, 2011-2012, 2012-2013, 2016-2017, 2017-2018, 2018-2019, 2019-2020 |
| Quini                   | Spagna (bandiera)    | 2      | 1980-1981, 1981-1982                                                        |
| Mariano Martín          | Spagna (bandiera)    | 1      | 1942-1943                                                                   |
| César Rodríguez Álvarez | Spagna (bandiera)    | 1      | 1948-1949                                                                   |
| Cayetano Ré             | Paraguay (bandiera)  | 1      | 1964-1965                                                                   |
| Carles Rexach           | Spagna (bandiera)    | 1      | 1970-1971                                                                   |
| Hans Krankl             | Austria (bandiera)   | 1      | 1978-1979                                                                   |
| Romário                 | Brasile (bandiera)   | 1      | 1993-1994                                                                   |
| Ronaldo                 | Brasile (bandiera)   | 1      | 1996-1997                                                                   |
| Samuel Eto'o            | Camerun (bandiera)   | 1      | 2005-2006                                                                   |
| TOTALE                  |                      | 16     |                                                                             |

## Trofeo Zamora
Il Trofeo Zamora è un trofeo di calcio spagnolo assegnato ogni anno al miglior portiere della Liga. Il miglior portiere viene scelto tenendo conto del numero di reti subite in base alle partite giocate. Il Barcellona è primo per numero di Trofei Zamora seguito dal Real Madrid.
Aggiornamento al campionato 2014-2015.
| Giocatore             | Nazione           | Titoli | Stagioni                                               |
| --------------------- | ----------------- | ------ | ------------------------------------------------------ |
| Antoni Ramallets      | Spagna (bandiera) | 5      | 1951-1952, 1955-1956, 1956-1957, 1958-1959 e 1959-1960 |
| Víctor Valdés         | Spagna (bandiera) | 5      | 2004-2005, 2008-2009, 2009-2010, 2010-2011 e 2011-2012 |
| Salvador Sadurní      | Spagna (bandiera) | 3      | 1968-1969, 1973-1974 e 1974-1975                       |
| Juan Zambudio Velasco | Spagna (bandiera) | 1      | 1947-1948                                              |
| José Manuel Pesudo    | Spagna (bandiera) | 1      | 1965-1966                                              |
| Miguel Reina          | Spagna (bandiera) | 1      | 1972-1973                                              |
| Pedro María Artola    | Spagna (bandiera) | 1      | 1977-1978                                              |
| Javier Urruticoechea  | Spagna (bandiera) | 1      | 1983-1984                                              |
| Andoni Zubizarreta    | Spagna (bandiera) | 1      | 1986-1987                                              |
| Claudio Bravo         | Cile (bandiera)   | 1      | 2014-2015                                              |
| TOTALE                |                   | 20     |                                                        |

## Trofeo Alfredo Di Stéfano
Il Trofeo Alfredo di Stéfano è un trofeo assegnato dal quotidiano spagnolo Marca per il miglior calciatore della massima divisione spagnola. Il premio prende il nome dal calciatore Alfredo Di Stéfano. La prima edizione del trofeo fu assegnata durante il torneo del 2007-08.
| Giocatore      | 1º | 2º | 3º | Podi | Stagioni delle vittorie                     |
| -------------- | -- | -- | -- | ---- | ------------------------------------------- |
| Lionel Messi   | 4  | 2  | 1  | 7    | 2008-2009, 2009-2010, 2010-2011 e 2014-2015 |
| Andrés Iniesta | 0  | 1  | 2  | 3    |                                             |
| Xavi           | 0  | 0  | 2  | 2    |                                             |

## Premio Don Balón
Il premio Don Balón è stato un prestigioso premio individuale di calcio, assegnato ogni anno dal 1976 dalla rivista sportiva spagnola Don Balón ai migliori del campionato di calcio spagnolo fino alla chiusura della rivista, avvenuta nel 2011 a causa dei gravi problemi finanziari della testata ed all'arresto del suo editore, Rogerio Rengel.

## FIFA World Player of the Year
Il FIFA World Player of the Year (in italiano Giocatore Mondiale dell'Anno FIFA), noto più semplicemente come FIFA World Player, è un premio calcistico assegnato dalla FIFA ogni anno dal 1991 al 2009 al miglior calciatore secondo i voti di commissari tecnici e dei capitani delle Nazionali di calcio. Dal 2010, in seguito alla fusione con il Pallone d'oro, il premio maschile è stato sostituito dal Pallone d'oro FIFA. In questa tabella sono compresi i calciatori che hanno giocato anche solo una parte dell'anno con il Barcellona, essendo il premio non più conferito i dati sono da considerarsi definitivi.
| Pos | Calciatore      | Primi posti | Secondi posti | Terzi posti | Podi | Stagioni vincenti |
| --- | --------------- | ----------- | ------------- | ----------- | ---- | ----------------- |
| 1   | Ronaldinho      | 2           | 0             | 1           | 3    | 2004 e 2005       |
| 2   | Ronaldo         | 2           | 0             | 0           | 2    | 1996 e 1997       |
| 3   | Lionel Messi    | 1           | 2             | 0           | 3    | 2009              |
| 3   | Romário         | 1           | 1             | 0           | 2    | 1994              |
| 4   | Rivaldo         | 1           | 0             | 1           | 2    | 1999              |
| 4   | Hristo Stoičkov | 0           | 1             | 0           | 1    |                   |
| 5   | Luís Figo       | 0           | 1             | 0           | 1    |                   |
| 6   | Xavi            | 0           | 0             | 1           | 1    |                   |

## Pallone d'oro
Il Pallone d'oro (Ballon d'Or, in francese), noto in precedenza anche come Calciatore europeo dell'anno, è un premio calcistico istituito nel 1956 dalla rivista sportiva francese France Football e assegnato annualmente nel mese di dicembre al giocatore che più si distingueva nell'anno solare militando in una squadra di un qualsiasi campionato del mondo. Fino all'edizione 1994 il regolamento imponeva che il giocatore dovesse essere di nazionalità europea per poter aspirare al titolo, ma dal 1995 questa distinzione è stata superata, per cui possono concorrere al premio anche giocatori di nazionalità extra-europea. Dal 2010 il riconoscimento si è fuso col FIFA World Player of the Year, dando vita ad un nuovo premio denominato Pallone d'oro FIFA, organizzato congiuntamente da France Football e dalla FIFA. La collaborazione si conclude nell'edizione 2016, in cui il Pallone d'oro torna ad essere assegnato solo dalla France Football, che tuttavia riconosce i premi e le classifiche stilate congiuntamente con la FIFA nel periodo 2010-2015.
Con 12 edizioni vinte da propri giocatori, il Barcellona è il club che vanta il maggior numero di Palloni d'oro.
| Pos | Calciatore      | Primi Posti | Secondi Posti | Terzi Posti | Podi | Stagioni Vincenti                   |
| --- | --------------- | ----------- | ------------- | ----------- | ---- | ----------------------------------- |
| 1   | Lionel Messi    | 6           | 5             | 1           | 12   | 2009, 2010, 2011, 2012, 2015 e 2019 |
| 2   | Johan Cruyff    | 2           | 0             | 1           | 3    | 1973 e 1974                         |
| 3   | Hristo Stoičkov | 1           | 1             | 0           | 2    | 1994                                |
| 4   | Ronaldinho      | 1           | 0             | 1           | 2    | 2005                                |
| 5   | Rivaldo         | 1           | 0             | 0           | 1    | 1999                                |
| 6   | Luis Suárez     | 1           | 2             | 1           | 4    | 1960                                |
| 7   | Bernd Schuster  | 0           | 1             | 2           | 3    |                                     |
| 8   | Andrés Iniesta  | 0           | 1             | 1           | 2    |                                     |
| 9   | Hans Krankl     | 0           | 1             | 0           | 1    |                                     |
| 10  | Ronaldo         | 0           | 1             | 0           | 1    |                                     |
| 11  | Gary Lineker    | 0           | 1             | 0           | 1    |                                     |
| 12  | Deco            | 0           | 1             | 0           | 1    |                                     |
| 13  | Xavi            | 0           | 0             | 2           | 2    |                                     |
| 14  | Neymar          | 0           | 0             | 2           | 2    |                                     |

## UEFA Best Player in Europe
L'UEFA Best Player in Europe Award è un premio calcistico assegnato al calciatore, militante in una squadra europea, che si sia distinto come il migliore dell'ultima stagione. Il riconoscimento, istituito nel 2011 dalla UEFA, si propone di portare in un nuovo formato la precedente idea europea del Pallone d'oro fusosi con il FIFA World Player nel 2010.
| Pos | Calciatore     | Primi Posti | Secondi Posti | Terzi Posti | Podi | Stagioni Vincenti     |
| --- | -------------- | ----------- | ------------- | ----------- | ---- | --------------------- |
| 1   | Lionel Messi   | 2           | 2             | 0           | 4    | 2010-2011 e 2014-2015 |
| 2   | Andrés Iniesta | 1           | 0             | 0           | 1    | 2011-2012             |
| 3   | Xavi           | 0           | 1             | 0           | 1    |                       |
| 3   | Luis Suárez    | 0           | 1             | 0           | 1    |                       |

## Scarpa d'oro
La Scarpa d'oro è un riconoscimento calcistico conferito al giocatore che, durante la stagione calcistica europea, ha ottenuto il miglior punteggio calcolato moltiplicando il numero di reti messe a segno in partite di campionato per il coefficiente di difficoltà del campionato stesso. I calciatori del Barcellona hanno vinto 8 titoli, il massimo risultato raggiunto in assoluto.
| Nome         | Titoli | Stagioni                                              |
| ------------ | ------ | ----------------------------------------------------- |
| Lionel Messi | 6      | 2009-10, 2011-12, 2012-13, 2016-17, 2017-18 e 2018-19 |
| Luis Suárez  | 1      | 2015-16                                               |
| Ronaldo      | 1      | 1996-97                                               |

## Vincitori di titoli con il club
In questa sezione vengono indicati i calciatori con il maggior numero di titoli vinti con il Barcellona, sono esclusi i tornei amichevoli e non ufficiali.

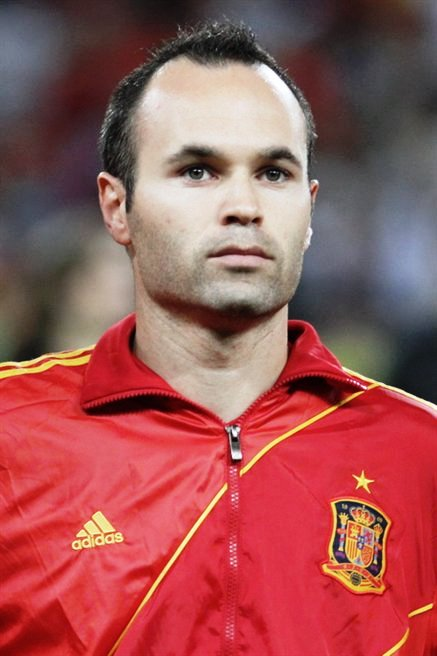
Andrés Iniesta è il secondo calciatore ad aver vinto più titoli con il Barcellona, dietro a Lionel Messi.

Aggiornamento alla stagione 2020-2021.
| Giocatore       | Nazione   | Titoli | Stagioni | Periodo   | Liga | Coppa del Re | S. Spagnola | Champions League | S.UEFA | Cmc |
| --------------- | --------- | ------ | -------- | --------- | ---- | ------------ | ----------- | ---------------- | ------ | --- |
| Lionel Messi    | Argentina | 35     | 17       | 2004-2021 | 10   | 7            | 8           | 4                | 3      | 3   |
| Andrés Iniesta  | Spagna    | 32     | 16       | 2002-2018 | 9    | 6            | 7           | 4                | 3      | 3   |
| Sergio Busquets | Spagna    | 29     | 13       | 2008-oggi | 8    | 6            | 6           | 3                | 3      | 3   |
| Gerard Piqué    | Spagna    | 29     | 13       | 2008-oggi | 8    | 6            | 6           | 3                | 3      | 3   |
| Xavi            | Spagna    | 25     | 17       | 1998-2015 | 8    | 3            | 6           | 4                | 2      | 2   |
| Daniel Alves    | Brasile   | 25     | 8        | 2008-2016 | 6    | 5            | 5           | 3                | 3      | 3   |
| Carles Puyol    | Spagna    | 21     | 15       | 1999-2014 | 6    | 2            | 6           | 3                | 2      | 2   |
| Víctor Valdés   | Spagna    | 21     | 12       | 2002-2014 | 6    | 2            | 6           | 3                | 2      | 2   |
| Pedro           | Spagna    | 20     | 9        | 2007-2015 | 5    | 3            | 4           | 3                | 3      | 2   |

Legenda
- S. Spagnola = Supercoppa Spagnola
- S. UEFA = Supercoppa UEFA
- Cmc = Coppa del mondo per club

### Treble
Sono otto i calciatori plurivincitori del treble costituito da campionato, coppa nazionale e coppa continentale (tutti per due volte) sette di essi l'hanno fatto con la maglia del Barcellona:
- 2009 e 2015:  Daniel Alves
- 2009 e 2015:  Sergio Busquets
- 2009 e 2015:  Andrés Iniesta
- 2009 e 2015:  Lionel Messi
- 2009 e 2015:  Gerard Piqué
- 2009 e 2015:  Xavi
- 2009 e 2015:  Pedro

L'ottavo calciatore ovvero Samuel Eto'o ha realizzato il primo treble nel 2009 con il Barcellona ma il secondo nel 2010 con l'Inter.